# Alexandre-François Debain
Alexandre Francois Debain (6. července 1809 Paříž – 3. prosinec 1877 tamtéž) byl francouzský výrobce hudebních nástrojů.

Zpočátku pracoval u A. Saxe, později u Merciera. V roce 1834 založil vlastní továrnu na klávesové nástroje. Pokračoval v experimentech předchůdců ve výrobě harmonia a v roce 1840 si je dal patentovat ve formě jak je známe dnes.
Své nástroje prezentoval na výstavách v Paříži (1849, 1855), v Londýně (1851, 1862) a v New Yorku (1853), kde získal četná ocenění.

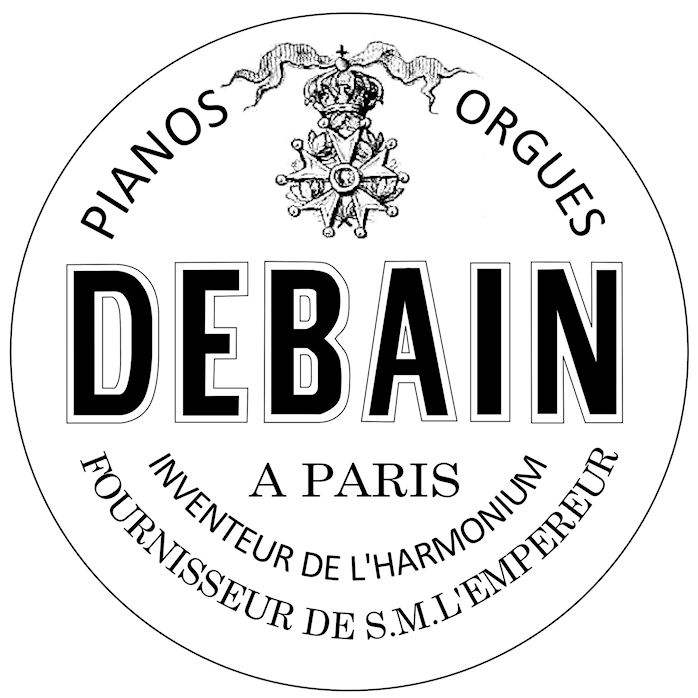
Znak

## Životopis
Alexander Francois Deben se narodil 6. července 1809 ve městě Paříž, kde získal vzdělání. V letech 1830-1834 pracoval v Anglii a projevoval různé hudební úpravy, které vynalezl nebo zlepšoval. Pak se vrátil do Paříže, kde se původně zabýval produkcí klavíru.
Navíc vynalezl harmoniku - klávesový nástroj, v němž spojil harmonium s klavírem.
Alexander Francois Deben zemřel 3. prosince 1877 ve svém rodném městě.